# Neue Rote Annalen
| Tibetische Bezeichnung                                          |
| --------------------------------------------------------------- |
| Tibetische Schrift: ༄༅༎དེབ་ཐེར་དམར་པོ་གསར་མ་༎                      |
| Wylie-Transliteration: deb ther dmar po gsar ma                 |
| Aussprache in IPA: [tʰèpteː máːpo sáːma]                        |
| Offizielle Transkription der VRCh: Têbtêr Marbo Sarma           |
| THDL-Transkription: Depter Marpo Sarma                          |
| Andere Schreibweisen: Thepther Marpo Sarma, Depther Marpo Sarma |
| Chinesische Bezeichnung                                         |
| Traditionell: 《新紅史》                                        |
| Vereinfacht: 《新红史》                                         |
| Pinyin:Xīn Hóngshǐ                                              |

Die Neuen Roten Annalen sind das erste Geschichtswerk Tibets, welches eine zusammenfassende Darstellung der Geschichte der verschiedenen Fürstenhäuser Zentral- und Westtibets für die Zeit des tibetischen Mittelalters enthält.
Dieses Werk, welches sich selbst in die Kategorie der Herrschergenealogien (tib.: rgyal rabs) einordnet, wurde von Penchen Sönam Dragpa (tib.: pan chen bsod nams grags pa), dem 15. Großabt (Ganden Thripa) der zentraltibetischen Klosteruniversität Ganden in der ersten Hälfte des 16. Jahrhunderts verfasst.
Die Neuen Roten Annalen sind eine der wichtigsten Quellen für die Geschichte des tibetischen Mittelalters.

## Der Autor und sein Geschichtswerk
Penchen Sönam Dragpa wurde im Jahre 1478 in Lhokha Tsethang (tib.: lho kha rtsed thang) geboren. Er stieg als hoch geachteter Gelehrter und Geistlicher zu den höchsten Ämtern innerhalb der Gelug-Schule auf und wurde im Jahre 1529 zum Großabt von Ganden ernannt. Dieses Amt hatte er bis zum Jahre 1535 inne. Als er 1554 starb, umfasste sein literarisches Werk mehr als 50 Abhandlungen, die nach seinem Tod zu einer sechs Bände umfassenden Werksammlung (tib.: gsungs 'bum) zusammengestellt wurden.
Zu seinen bedeutenden historiographischen Werken gehört eine Darstellung der Biographien der wichtigsten Lehrer der Kadam- und der Gelug-Schule, die unter dem Titel „Ursprung und Verbreitung des Dharma der alten und neuen Kadam“ (tib.: bka' gdams gsar rnying gi chos 'byung) veröffentlicht wurde.
Für die Geschichtsforschung jedoch ist das unter dem Titel Neue Rote Annalen geschriebene Geschichtswerk von einzigartiger Bedeutung. Das Werk trägt auch den Titel "Magischer Schlüssel (genannte) Herrschergenealogie" (tib.: rgyal rabs 'phrul gyi lde mig). Es füllt eine Lücke der bis dahin existierenden tibetischen Geschichtsschreibung insofern, als es zum ersten Mal die Geschichte der Regenten der verschiedenen Zehntausendschaften der Fürstenfamilie der Phagmo Drupa und weiterer Adelsfamilien ausführlich behandelt.
Als Quellen benutzte Penchen Sönam Dragpa für den ersten Teil seiner Abhandlung insbesondere auch die Geschichtswerke Rote Annalen des Tshelpa Künga Dorje (tib.: tshal pa kun dga' rdo rje) und Blaue Annalen des Gö Lotsawa, wobei seine Darstellungen eben weit über das hinausgehen, was in diesen Quellen dargestellt wurde.

## Inhalt der Neuen Roten Annalen
Auch wenn der Hauptgegenstand dieses Geschichtswerkes nach der Ankündigung im Kolophon die Geschichte der verschiedenen Fürstenfamilien des tibetischen Mittelalters sein soll, kommt der Verfasser nicht umhin, seiner Darstellung die Geschichte der Könige der Yarlung-Dynastie, die Geschichte Chinas und der Mongolei und die Geschichte der Mongolenvorherrschaft in Tibet voranzustellen.
Der Hauptteil aber umfasst Darlegungen zu der Geschichte der Fürstenhäuser von rGyang-mkhar rtse, La-stod lho, La-stod byang, sNa-dkar rtse, gYa-bzang, Tshal Gung-thang, rGya-ma, 'Bri-khung, sTag-lung und Phag-mo gru. Kurze Darlegungen zu den Regionen 'Ol-ka, Brag-dkar, 'Phyong-rgyas, bSam-sde, Gong-dkar, Bya, Rin-spungs sNe'u-rdzong und sNel schließen das Werk ab.

## Bedeutung als Geschichtswerk
Mit den Darlegungen der Neuen Roten Annalen erlangte die Geschichtsschreibung in Tibet eine thematische Erweiterung, die die Themenpalette der nachfolgenden Historiographen in Tibet maßgeblich mitprägte. Dies fand insbesondere seinen Niederschlag in dem berühmten Geschichtswerk des 5. Dalai Lama, mit dem die tibetische Geschichtsschreibung ihren Höhepunkt erreichte.

## Textausgaben
- རྒྱལ་རབས་འཕྲུལ་གྱི་ལྡེ་མིག་གམ་དེབ་ཐེར་དམར་པོའམ་དེབ་གསར་མ (Lhasa, བོད་ལྗོངས་མི་དམངས་དཔེ་སྐྲུན་ཁང / Xīzàng rénmín chūbǎnshè 西藏人民出版社 1989).

## Übersetzungen
- Giuseppe Tucci (Hg. und Übers.): Deb t'er dmar po sgar ma: Tibetan Chronicles by Bsod nams grags pa (Rom, Istituto Italiano per il Medio ed Estremo Oriente 1971).
- Huáng Hào 黄颢 (Übers.): Xīn hóng shǐ 新红史 (Lhasa, Xīzàng rénmín chūbǎnshè 西藏人民出版社 1984); Neuauflage 2002, ISBN 7223013826.

## Sekundärliteratur
- Dan Martin, Yael Bentor (Hg.): Tibetan Histories: A Bibliography of Tibetan-Language Historical Works (London, Serindia 1997), ISBN 0906026431.